# Ланка (механізм)
Ланка — деталь або сукупність деталей, що не мають рухливості одна відносно одної у машині або механізмі і рухається як одне ціле. З позиції структурного аналізу механізму чи машини у теорії машин і механізмів важливо мати інформацію не про кількість деталей, а про кількість ланок, що об'єднують деталі з однаковим характером руху та види рухомих поєднань між ланками. Отже, будь-який механізм можна розглядати як систему ланок, рухомо сполучених між собою.

## Класифікація ланок
Ланки механізму бувають рухомими і нерухомими. За нерухому приймають ту ланку, відносно якої вивчають закономірності руху інших ланок. Наприклад, у верстатах — це станина, у редукторах — це корпус, в автомобілях — це кузов або рама.
У залежності від характеру руху і призначення ланки мають певні назви. 
- Нерухома ланка називається стійкою.
- Кривошип (корба) — це обертова ланка механізму, що здійснює повний оберт навколо нерухомої осі.
- Шатун (гонок) — це ланка механізму, що має рухомі поєднання лише з рухомими ланками.
- Коромисло — це ланка механізму, що здійснює коливальні рухи при неповному оберті навколо нерухомої осі (наприклад, коромисло клапана).
- Повзун — це ланка, що утворює поступальне рухоме сполучення зі стійкою, у поршневих машинах носить назву «крейцкопф».
- Куліса — це рухома ланка механізму, що є напрямною для каменя.
- Камінь — це ланка, за конструкцією ідентична до повзуна, що утворює поступальне рухоме з'єднання з кулісою.
- Зубчасте колесо — це ланка у вигляді колеса із замкненою на ньому системою виступів, що взаємодіють з відповідними виступами іншого колеса.

У сучасному машинобудуванні застосовують машини і механізми з твердими (жорсткими), пружними (гнучкими), рідкими і газоподібними ланками. До пружних ланок відносяться пружини, мембрани та інші елементи, пружна деформація яких суттєво впливає на роботу механізму. До гнучких ланок відносять паси, ланцюги, канати. До рідких і газоподібних відносяться масло, вода, газ, повітря та інші робочі середовища.

## Структурне представлення механізмів і машин
Рухоме поєднання двох ланок утворює кінематичну пару. 
Схема механізму — це безмасштабне графічне зображення механізму з застосуванням умовних позначень ланок і кінематичних пар. Структурна схема, що виконана згідно з вимогами стандартів до конструкторської документації і з вказанням основних кінематичних параметрів ланок, називається кінематичною схемою.
На структурних і кінематичних схемах механізмів ланки прийнято позначати арабськими цифрами, а їх рухомі з'єднання (кінематичні пари) — малими літерами латинського алфавіту.